# Achoropsyche duodecimpunctata
Achoropsyche duodecimpunctata är en nattsländeart som först beskrevs av Luisa Eugenia Navas 1916.  Achoropsyche duodecimpunctata ingår i släktet Achoropsyche och familjen långhornssländor. Inga underarter finns listade i Catalogue of Life.